# Cephalodella ventripes
Cephalodella ventripes is een raderdiertjessoort uit de familie Notommatidae. De wetenschappelijke naam van deze soort is voor het eerst geldig gepubliceerd in 1901 door Dixon-Nuttall.